# 7005 Хеннінґхаак
7005 Хеннінґхаак (7005 Henninghaack) — астероїд головного поясу, відкритий 2 березня 1981 року.
Тіссеранів параметр щодо Юпітера — 3,500.